# Schlafes Bruder
Schlafes Bruder (bra Prisioneiro do Amor) é um filme de drama romântico e musical alemão de 1995 dirigido por Joseph Vilsmaier.
Foi selecionado como representante da Alemanha à edição do Oscar 1996, organizada pela Academia de Artes e Ciências Cinematográficas.

## Elenco
- André Eisermann -  Elias
- Dana Vávrová -  Elsbeth
- Ben Becker -  Peter
- Jochen Nickel -  Köhler Michel
- Jürgen Schornagel -  Kurat Benzer
- Paulus Manker -  prof. Oskar
- Michaela Rosen -  Seffin
- Peter Franke -  Seff
- Detlef Bothe -  Lukas
- Michael Mendl -  Nulf